# Becske vasútállomás
Az egykori Becske vasútállomás az Aszód–Balassagyarmat–Ipolytarnóc-vasútvonal egyik vasútállomása volt az 1980-ban történt megszüntetéséig. A Becske külterületén lévő állomást a 21 154-es, majd a 21 332-es úton lehetett elérni, Kétbodony-Kisecset felől; Becskével, úgy tűnik, talán soha nem is volt kiépített közútkapcsolata.

## Története
A vasút építői a vasutat Becskénél akarták megépíteni, de a helyiek a vasúttól félve megakadályozták ezt. Ezért aztán a nyomvonalat át kellett tervezni. Az állomást végül a falutól öt kilométerre nyugatra építették meg, ami végül is a falusiaknak lett túl távoli, a vasúttársaság pedig a terepviszonyok miatt 220 méter hosszú vasúti alagút megépítésére kényszerült Becske és a tőle északra lévő magyarnándori állomás közt. Az alagút és az állomás közt történt a becskei vasúti baleset 1971. január 31-én. Az állomás a környező településektől távol lévén nem bonyolított nagy személyforgalmat, szerepe inkább arra szorítkozott, hogy az alagúthoz vivő meredek vasúti pályaszakaszon szükséges többlet vonóerőt biztosító mozdonyok itt álltak szolgálatban.